# Lathyrus cicera
La almorta de monte (Lathyrus cicera) es una planta de la familia de las fabáceas.

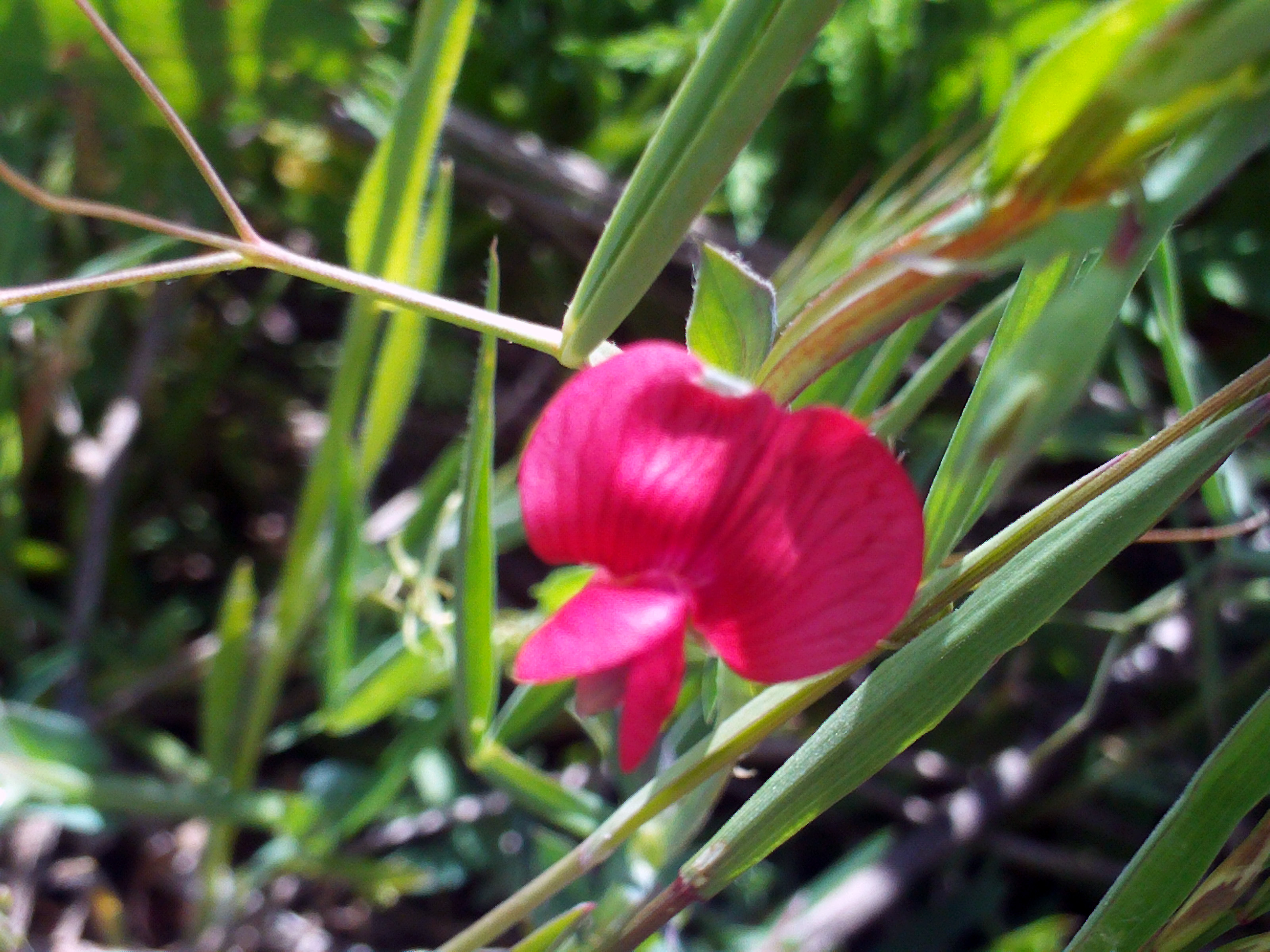
Flor

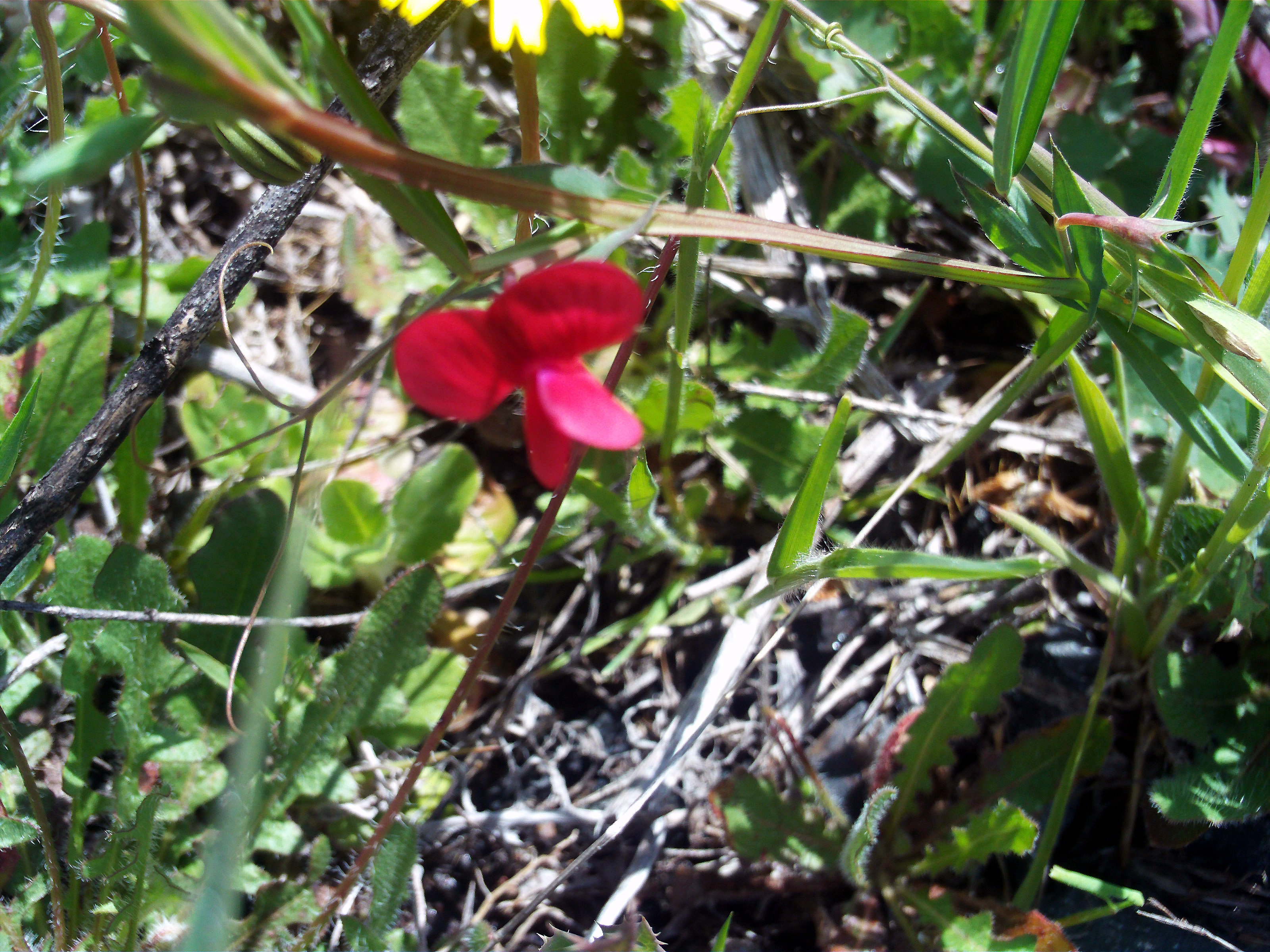
En su hábitat

## Descripción
Hierba anual o perenne. Tallos de hasta 1 m, generalmente alados. Hojas con 1 (2) pares de foliolos opuestos y un zarcillo; foliolos elípticos. Inflorescencias reducidas a una sola flor. Cáliz de 6,5-12,5 mm, con dientes iguales, al menos dos veces más largos que el tubo. Corola roja, normalmente con nerviación de coloración más intensa. Legumbre de hasta 50 mm, trapezoidal.

## Distribución y hábitat
Distribución euroasiática.  Habita en pastizales. Indiferente edáfico. Florece y fructifica de primavera a verano.

## Taxonomía
Lathyrus cicera fue descrito por Carlos Linneo y publicado en Species Plantarum 2: 730. 1753.
Citología
Número de cromosomas de Lathyrus cicera (Fam. Leguminosae) y táxones infraespecíficos: 2n=14
Etimología
Lathyrus: nombre genérico derivado del griego que se refiere a un antiguo nombre del guisante.
cicera: epíteto latíno que significa "como el género Cicer" 
Sinonimia
- Lathyrus aegaeus Davidov[6]

## Nombres comunes
- Castellano: alcaballares (2), almorta de monte (3), almorta salvaje, almorta silvestre (5), alvejana, alverja caballar, alverja de guija, alverjón, aracus, arbejones, chícharo (2), chícharos, chícharos de Lisboa, cicercha, cicercula, cicércula (6), cicérula (2), cirésula (2), cuchillejos, diente de muerto, galbana, galgana (4), galgana de Nebrija, galgarra (2), galgarria, garbanzo negro, garbanzos gitanos (4), gríjoles, guija, guija silvestre, guijas (2), guijas bordes, guijilla (2), guijillas, guisa silvestre, guisante salvaje, guixons, gálgana, habilla, latiro, lenteja forrajera, pitos silvestre, sabillones, titarro, titarros, veza loca. El número entre paréntesis indica las especies que tienen el mismo nombre en España.[7]